# Tommy Emmanuel
William Thomas "Tommy" Emmanuel AM est un joueur de guitare acoustique, compositeur et chanteur australien né le 31 mai 1955 à Muswellbrook (Nouvelle-Galles du Sud, Australie), spécialisé dans le jeu en fingerpicking. Il utilise son incroyable virtuosité pour jouer des genres très variés : pop, folk, jazz, blues, boogie, rock. Il travaille également les reprises et les medleys, par exemple des Beatles (Lady Madonna, Day Tripper, Imagine de John Lennon). Bien connu pour les effets de percussion qu'il insère dans son jeu énergique mais subtil, il a pourtant commencé comme musicien de sessions dans de nombreux groupes, et s'est ensuite forgé un style unique d'artiste solo et a produit des albums et singles couronnés de récompenses. En 2011, il a été accueilli dans The Australian Roll of Renown institué en 1976 par la radio australienne 2TM de Tamworth dans le nord-est des Nelles Galles du Sud. Ce Tableau recense tous les musiciens australiens et néo-zélandais qui ont façonné le paysage musical de façon significative et durable dans le domaine de la musique country.

## Biographie
Ayant commencé l'apprentissage de la guitare à 4 ans, il est professionnel à 5 ans dans l'orchestre de ses parents. À l'âge de 6 ans en 1961, il entend à la radio Chet Atkins. Il se rappelle très nettement ce moment et a confié qu'il en a tiré une grande source d'inspiration. En 1966 à la mort de son père, il donne des cours de guitare (il a 12 ans). Vers cette époque il gagne un concours national qui assoit sa notoriété[réf. nécessaire].
Sa maîtrise de la guitare, sa prodigieuse habileté et le contact exceptionnel qu'il sait entretenir avec le public lui ont valu des admirateurs dans le monde entier, réputation renforcée par le fait qu'il n'a jamais suivi de cours académiques 
. Il est reconnu pour son style très technique, mais lui-même ne se prend pas au sérieux, notamment sur scène. Il n'hésite d'ailleurs pas à utiliser et à jouer avec des accessoires (citons des balais de batterie), pour le plus grand plaisir visuel et acoustique de ses fans. C'est aussi un professionnel reconnu des percussions ; il utilise souvent les extraordinaires possibilités de sa guitare pour créer des effets de percussion qui accompagnent son jeu de guitare. Il parcourt le monde en donnant une quantité impressionnante de concerts. Il y a quelques années, il n'hésitait pas à jouer dans des « petites » salles. Il est apprécié tout autant pour sa virtuosité que pour son immense capacité à communiquer avec son public.
Un moment-clé de sa carrière a été sa performance en live avec son frère Phil Emmanuel à l'occasion de la cérémonie de clôture des jeux olympiques qui se sont déroulés à Sydney en 2000, événement qui a été regardé par 1 milliard de personnes.
Tommy Emmanuel est CGP (certified guitar player), titre décerné par Chet Atkins et n'ayant été reçu que par quatre autres personnes dans le monde (Jerry Reed, Steve Wariner, Marcel Dadi et John Knowles) pour sa contribution au développement des techniques de jeu en « fingerpicking ». À ce titre, ses guitares (de la marque australienne Maton) sont ornées sur la douzième case du manche d'une incrustation en nacre formée de ces trois lettres. Comme beaucoup de musiciens virtuoses, il n'a pas appris le solfège, ne lit pas les partitions ni les tablatures.
C'est un véritable show-man qui a amené le finger-picking vers des sommets dans la lignée de virtuoses tels Chet Atkins (son mentor), Merle Travis, Doc Watson ou encore le Français Marcel Dadi. Il a joué notamment avec Chet Atkins, Eric Clapton, Georges Martin et John Denver.

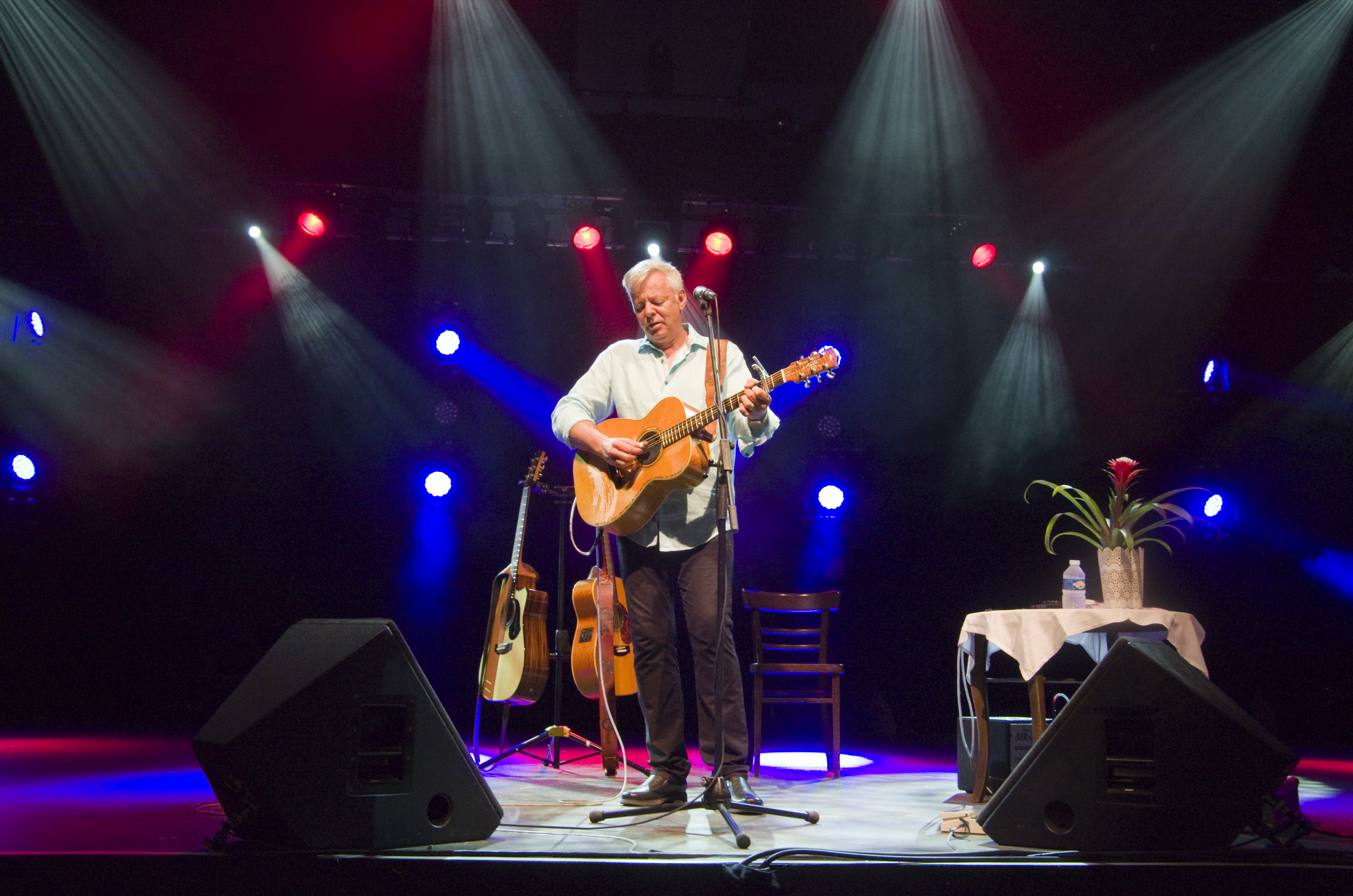
Au Zelt-Musik-Festival à Fribourg, Allemagne, 2015

Il a été décoré en juin 2010 en tant que membre de l'Ordre d'Australie (AM).

## Discographie
- 2025 Live at The Sydney Opera House
- 2023 Accomplice Two (avec notamment Billy Strings, Molly Tuttle, David Grisman)
- 2020 The Best of Tommysongs
- 2019 Heart Songs (avec John Knowles)
- 2018 Accomplice One
- 2017 Pickin' (avec David Grisman)
- 2016 Christmas Memories
- 2015 It's Never Too Late
- 2013 The Colonel & The Governor (avec Martin Taylor)
- 2011 All I Want for Christmas
- 2010 Little By Little
- 2010 Just Between Frets (avec Frank Vignola)
- 2008 Center Stage, (live)
- 2006 The Mystery
- 2006 Happy Hours, avec Jim Nichols.
- 2006 Live One
- 2005 Endless Road
- 2001 The Very Best Of Tommy Emmanuel
- 2000 Only
- 1998 Collaboration
- 1997 The Day Finger Pickers Took Over The World (avec Chet Atkins)
- 1996 Can't Get Enough (Midnight Drive pour la version US)
- 1995 Classical Gas
- 1995 Initiation
- 1994 Terra Firma
- 1993 The Journey Continues
- 1993 The Journey
- 1992 Determination
- 1990 Dare To Be Different
- 1987 Up From Down Under
- 1979 From Out Of Nowhere

## Vidéographie
- 2008 Emmanuel Labor, DVD pédagogique
- 2007 Live at Her Majesty's Theatre
- 2002 Live at Sheldon Concert Hall